# Devrim Evin
Devrim Evin (* 12. November 1978 in Gölbaşı) ist ein türkischer Schauspieler.

## Biografie
Evin studierte Schauspiel an der Hacettepe-Universität. Danach setzte er sein Studium am Adana Devlet Tiyatrosu fort. Sein Debüt gab er 2005 in der Fernsehserie İki Arada Aşk. Im selben Jahr trat er in Kale İçi auf. 2007 wurde er für die Serie Suç Dosyası gecastet.
Außerdem bekam Evin 2012 in dem Film Fetih 1453 die Hauptrolle. Seine nächste Hauptrolle bekam er 2014 in Yunus Emre: Aşkın Sesi. Unter anderem spielte er in Her Sevda Bir Veda mit. Von 2021 bis 2022 war Evin in der Serie Barbaroslar: Akdeniz'in Kılıcı zu sehen.

## Filmografie
Filme
- 2012: Fetih 1453
- 2014: Yunus Emre: Aşkın Sesi
- 2018: The Scar

Serien
- 2005: İki Arada Aşk
- 2005: Kale İçi
- 2007: Suç Dosyası
- 2014: Her Sevda Bir Veda
- 2021–2022: Barbaroslar: Akdeniz'in Kılıcı